# Катехет
Катехет (катехизатор) — церковная должность в католицизме и лютеранстве, учитель, который преподает катехизис.
В Евангелическо-лютеранской церкви Ингрии, например, была учреждена для помощи приходским священнослужителям. Катехет не является священнослужителем, но призывается к исполнению функций церковнослужителя (аналог лектора Имперской лютеранской церкви), и круг его обязанностей определяется руководством прихода. Основными его обязанностями являются: помощь пастору или другому священнослужителю во время Причастия, чтение Писания во время богослужений. Может проводить богослужения самостоятельно, однако это будет литургией Слова, т. е. без Евхаристии.
В некоторых лютеранских церквях называется иподиаконом.